# 萬錦雯
万锦雯（1625年—1696年），字雲紱，江南宜兴人。清初政治人物、學者。

## 生平
顺治十一年（1654年）江南鄉試舉人，順治十二年（1655年）聯捷进士。順治十八年（1661年）出为浙江於潜县知县，不到半年，因江南奏銷案，降秩去職。左迁山西洪洞县县丞，又署汾西、猗氏县事，升直隶广宗县知县，升中书舍人，不就，致仕归。

## 著作
萬錦雯晚年，歷十年著成《全史类编》。黄叔琳评价此书“芟繁举要，上下数千年，人物臧否瞭如指掌，而持论谨严，是非取舍一以紫阳纲目为断，可以劝善，可以惩恶，匪独便学者记诵而已。”
萬錦雯工詩詞，还著有《深柳堂文集》三卷，《诗馀初集》等。

## 家族
岳父曹师稷，明万历进士，官至太常寺少卿。
三子万丹诏，康熙二十一年壬戌科进士。